# 幸田百子
幸田百子（日语：幸田ももこ，1984年9月24日—），日本少女漫画家。東京都出身，女性，血型A型。

## 作品
單行本全部都以集英社的瑪格麗特漫畫（Margaret Comics，マーガレットコミックス）系列發行：
- 紫色大危機（そんでむらさきどーなった?）－2006年12月25日、全1卷
- 我的秘密素顏（誰がスッピン見せるかよ）－2007年7月25日、全1卷
- 極道同學逼我嫁！（姐さんカウントダウン!）－2008年1月25日、全1卷
- 極道同學逼我嫁！ ～戀愛抗爭篇～（姐さんカウントダウン! 〜恋愛抗争編〜）－2008年8月25日、全1卷
- 我來了！音子村（よってけ!音子村）－2009年1月、全1卷
- 女主角失格（ヒロイン失格）－2010年－2013年、全10卷。真人電影版於2015年9月在日本上映。[2]
- 老師君主（センセイ君主）－2013年－2017年、全13卷。真人電影版於2018年8月在日本上映。
- 他是我的！（あたしの!）－2017年－2019年、全4卷。真人電影版於2024年11月在日本上映。
- 妳是特別的（君がトクベツ）－2019年－2025年、既刊10卷。真人電影版於2025年6月在日本上映。真人電視劇於2025年9月起在日本播出。